# Отче наш (церковь)
Церковь «Отче наш», церковь Патер Ностер — католическая церковь, расположенная на склоне Елеонской горы в Иерусалиме. В христианской традиции связывается с местом, где Иисус Христос даровал апостолам молитву Отче наш. Архитектурный комплекс церкви состоит из частично восстановленных остатков византийской базилики IV века и кармелитского монастыря XIX века.

Случилось, что когда Он в одном месте молился, и перестал, один из учеников Его сказал Ему: Господи! научи нас молиться, как и Иоанн научил учеников своих.
— Лк. 11:1

## История
Евангелие не указывает места, где Иисус научил апостолов молитве Господней. В апокрифических Деяниях Иоанна (III век) упомянуто о пещере на склоне Елеонской горы, где Иисус учил апостолов, однако конкретно молитва Отче наш не упомянута.

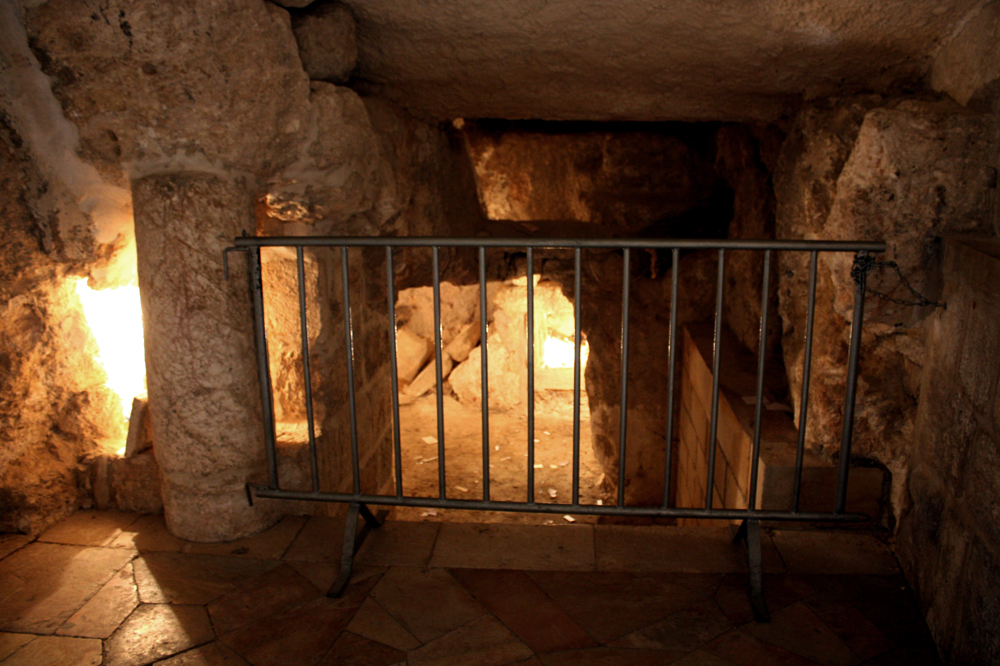
Пещера

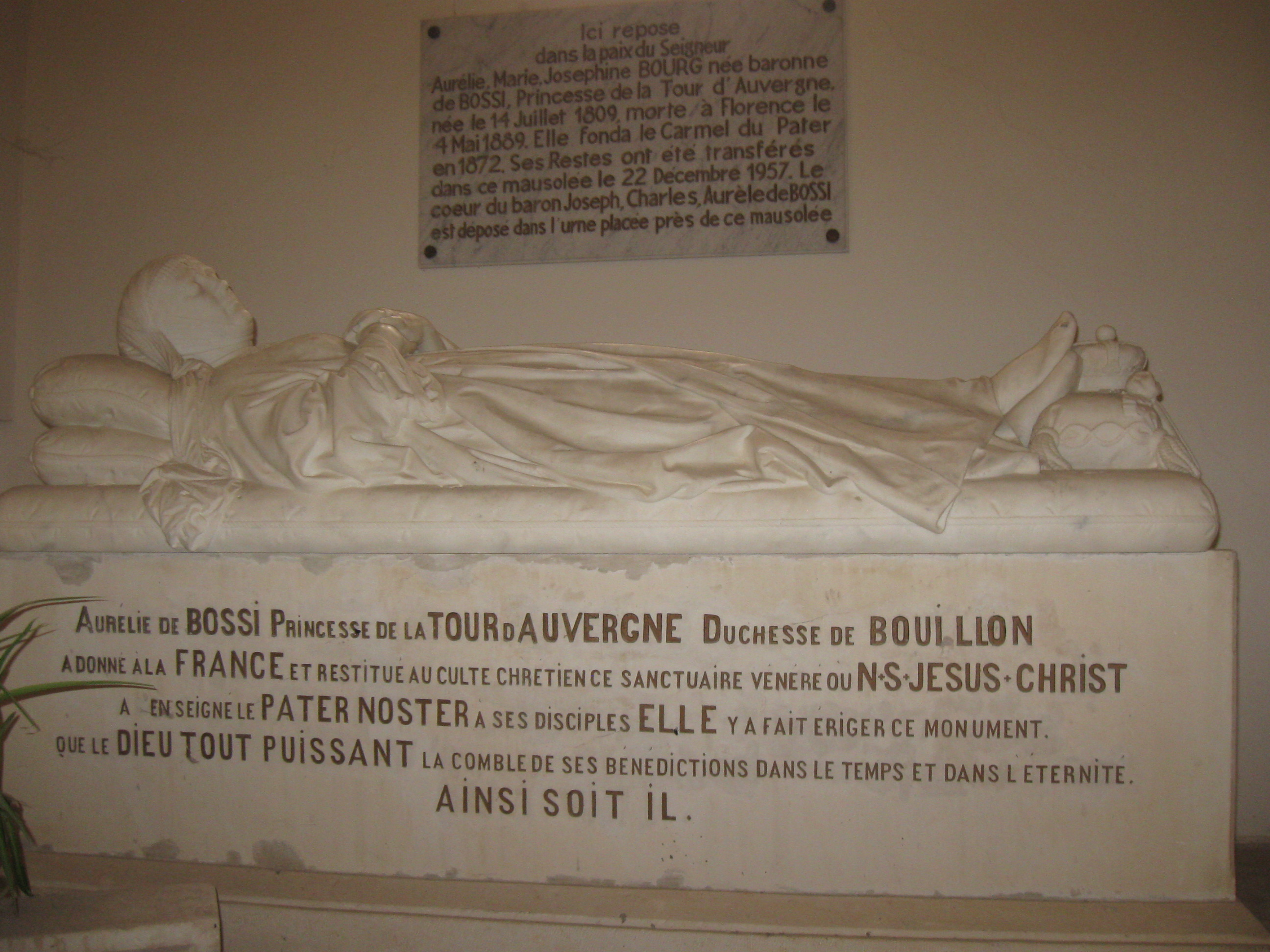
Гробница основательницы монастыря

Императрица Елена в IV веке построила церковь над пещерой на склоне Елеонской горы. Однако эта церковь была посвящена Вознесению Господню, которое согласно Евангелию также произошло на Елеонской горе. Паломница Эгерия (384 год) упоминает эту церковь в своём отчёте о путешествии. Как и большинство зданий в Иерусалиме эта церковь была разрушена персами в 614 году.
Постепенно в христианской традиции Вознесение стало увязываться не с пещерой на склоне, а с вершиной Елеонской горы; в то время как пещера с остатками византийской базилики стала почитаться как место, где Иисус учил апостолов: «Когда же сидел Он на горе Елеонской, то приступили к Нему ученики наедине и спросили: скажи нам, когда это будет? и какой признак Твоего пришествия и кончины века? Иисус сказал им в ответ: берегитесь, чтобы кто не прельстил вас, ибо многие придут под именем Моим, и будут говорить: «я Христос», и многих прельстят. Также услышите о войнах и о военных слухах. Смотрите, не ужасайтесь, ибо надлежит всему тому быть, но это ещё не конец:  ибо восстанет народ на народ, и царство на царство; и будут глады, моры и землетрясения по местам; всё же это — начало болезней. Тогда будут предавать вас на мучения и убивать вас; и вы будете ненавидимы всеми народами за имя Мое; и тогда соблазнятся многие, и друг друга будут предавать, и возненавидят друг друга; и многие лжепророки восстанут, и прельстят многих; и, по причине умножения беззакония, во многих охладеет любовь; претерпевший же до конца спасется. И проповедано будет сие Евангелие Царствия по всей вселенной, во свидетельство всем народам; и тогда придет конец (Мф. 24:3—14). Однако, со временем и это значение в сознании паломников сгладилось, и к моменту прибытия крестоносцев это место уже прочно ассоциировалось с молитвой «Отче наш».
К 1152 году крестоносцы построили над пещерой новую церковь, паломники XII века упоминают, что в церкви находились мраморные плиты с текстами «Отче наш» на разных языках. После поражения крестовых походов эта церковь была полностью разрушена в 1345 году, так что от неё осталось даже меньше, чем от базилики IV века. С веками руины базилики также постепенно исчезали, её камни использовались на могильные плиты.
Новая история места началась в середине XIX века, когда земельный участок, где стояла базилика, выкупила принцесса Элоиза де Латур д’Овернь. С того момента и по сей день участок, где расположена церковь Отче наш формально принадлежит Франции. В 1868—1872 годах на средства принцессы здесь был построен кармелитский монастырь.
В 1910 году в результате археологических раскопок были обнаружены остатки церкви IV века над пещерой. Родился проект восстановления базилики, который стартовал в 1915 году. Был перенесён клуатр монастыря, начато восстановление собственно базилики, однако работы были прекращены в 1927 году, базилика осталась лишь частично восстановленной и не накрытой крышей.

## Архитектурный комплекс

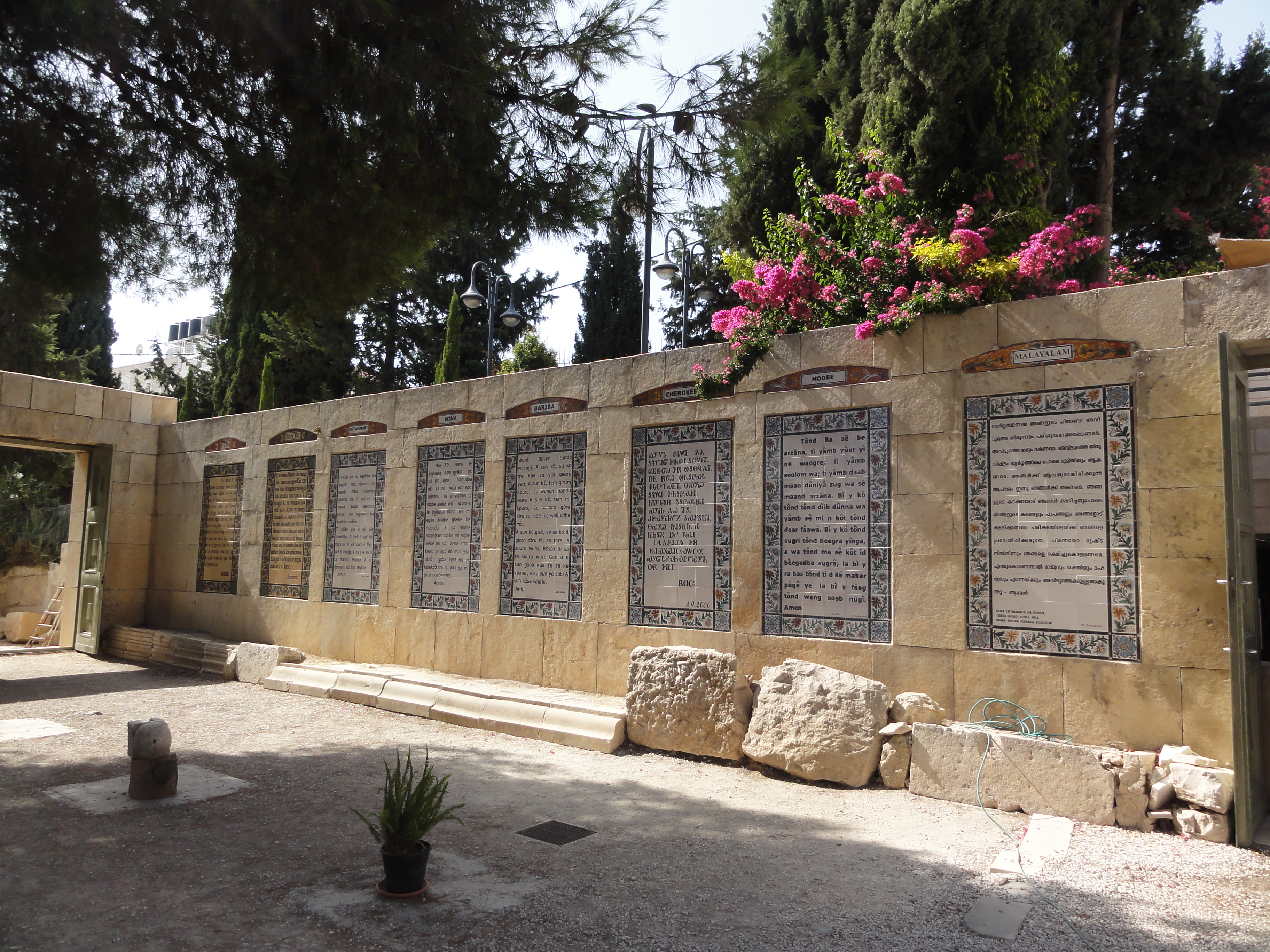
Таблички с текстом молитвы на разных языках

Архитектурный ансамбль церкви Отче наш состоит из кармелитского монастыря (XIX век), включающего в себя клуатр, монастырскую церковь и жилые помещения и частично реконструированных остатков византийской базилики IV века под открытым небом. Стены монастыря украшены декорированными панелями с текстами молитвы «Отче наш» на 107 языках. Монастырская церковь небольшая, имеет скромный интерьер. В монастыре также находится усыпальница основательницы, принцессы де Латур д’Овернь.
Хотя от базилики IV века до нас дошло очень мало, частично реконструированные стены позволяют оценить её размеры. Каменные ступени ведут от базилики вниз, в пещеру, которая служила почитаемым местом ещё с первых веков христианства. Пещера частично обрушилась при раскопках 1910 года.